# Sandro Bazadze
Sandro Bazadze (georgià: სანდრო ბაზაძე)  (Tbilisi, 29 de juliol de 1993) és un esgrimidor georgià especialitzat en la modalitat de sabre. Ha participat en dos Jocs Olímpics, els de Rio 2016 i Tòquio 2020, en la prova de Sabre individual.
Ha guanyat 2 medalles en els Campionats del Món i 5 medalles en el Campionat d'Europa. El 2022 es va convertir en el primer tirador masculí georgià de sabre, que va guanyar la medalla d'or en el Campionat d'Europa a Antalya, després d'aconseguir el bronze en les tres edicions anteriors. Un any més tard, va repetir la medalla d'or al Campionat d'Europa celebrat a Plòvdiv.
El gener de 2023 va aconseguir ser el primer atleta georgià, en guanyar la medalla d'or en un torneig mundial de Grand Prix d'Esgrima de Sabre. El mes de juny d'aquell mateix any aconseguia guanyar la medalla d'or en els Jocs Europeus i el mes de juliol guanyava la medalla de plata en el Campionat del Món celebrat a Milà.

## Trajectòria professional
| Jocs Olímpics      | Jocs Olímpics  | Jocs Olímpics | Jocs Olímpics    |
| Any                | Seu            | Posició       | Prova            |
| ------------------ | -------------- | ------------- | ---------------- |
| 2016               | Rio de Janeiro | 13a posició   | Sabre individual |
| 2020               | Tòquio         | 4a posició    | Sabre individual |
| Campionat del Món  |                |               |                  |
| 2011               | Catània        | 1/32 de final | Sabre individual |
| 2011               | Catània        | 1/16 de final | Sabre per equips |
| 2013               | Budapest       | 16a posició   | Sabre individual |
| 2013               | Budapest       | 26a posició   | Sabre per equips |
| 2014               | Kazan          | 29a posició   | Sabre individual |
| 2014               | Kazan          | 24a posició   | Sabre per equips |
| 2015               | Moscou         | 1/16 de final | Sabre individual |
| 2015               | Moscou         | 1/16 de final | Sabre per equips |
| 2016               | Rio de Janeiro | 15a posició   | Sabre per equips |
| 2017               | Leipzig        | 9a posició    | Sabre individual |
| 2017               | Leipzig        | 13a posició   | Sabre per equips |
| 2018               | Wuxi           | 1/32 final    | Sabre individual |
| 2018               | Wuxi           | 4a posició    | Sabre per equips |
| 2019               | Budapest       | 12a posició   | Sabre individual |
| 2019               | Budapest       | 7a posició    | Sabre per equips |
| 2022               | Caire          | 3             | Sabre individual |
| 2022               | Caire          | 19a posició   | Sabre per equips |
| 2023               | Milà           | 2             | Sabre individual |
| 2023               | Milà           | 12a posició   | Sabre per equips |
| Campionat d'Europa |                |               |                  |
| 2017               | Tbilisi        | 3             | Sabre individual |
| 2018               | Novi Sad       | 3             | Sabre individual |
| 2018               | Novi Sad       | 8a posició    | Sabre per equips |
| 2019               | Düsseldorf     | 3             | Sabre individual |
| 2019               | Düsseldorf     | 7a posició    | Sabre per equips |
| 2022               | Antalya        | 1             | Sabre individual |
| 2022               | Antalya        | 9a posició    | Sabre per equips |
| 2023               | Plòvdiv        | 1             | Sabre individual |
| Jocs Europeus      |                |               |                  |
| 2023               | Cracòvia       | 1             | Sabre individual |